# Печанівка
Печа́нівка — село в Україні, у Житомирському районі (до 2020 року Романівському районі) Житомирської області. Населення — 1231 особа (згідно з даними перепису 2001 року).

## Географія
На північній околиці села бере початок річка Сапогівка.
У селі діють:
- Залізнична станція (лінія Козятин — Шепетівка)
- Загальноосвітня школа І—ІІІ ст.
- Дитячий садок
- Будинок культури
- Православна церква.

## Економіка
- СТОВ «Печанівське»
- ПрАТ "Печанівський комбінат хлібопродуктів «АТК»
- Завод із очищення та сушіння квасолі потужністю 20 тис. тонн. групи компаній «АТК»[3]

## Історія
«Первісне заселення Печанівки належить до 1760 р. До цього на місці села був дрімучий ліс. У лісі, за переказом, жив якись пасічник, якого в окрузі вважали заможним чоловіком. Дізналися про нього злі люди, напали на нього, всіляко мордували його, щоб він віддав їм гроші, і насамкінець спалили на вогні. В окрурзі пішла чутка, що пасіника в його ж такі хуторі спекли розбійники. Відтоді народ став називати цей хутір „хутором печеного“, „печеним хутором“…. Урочище печеного хутора в першій половині XVIII ст. належало до володінь польського вельможі — князя Януша Сангушка, який мав чималу прислугу. З-поміж неї був шляхтич Ян Краєсвський, якому вельможа, чи то як нагороду за його службу, чи то за гроші, віддав згадане урочище з прилеглим до нього лісом та галявинами, площою 600 десятин…. І став Краєвський називати маєток …- просто Печанівкою. Краєвський володів Печанівкою понад 20 років, від 1760-го по 1781 рр…., віддав його дворянину Вілямовському.»
У 1906 році село входило до Новочарторійської волості Новоград-Волинського повіту Волинської губернії. Відстань від повітового міста 65 версти, від волості 8. Дворів 119, мешканців 598.
21 березня 1919 р. 3-й полк Корпусу Січових Стрільців УНР при підтримці бронепотяга «Січовий Стрілець» визволив станцію Печанівка від більшовиків.
У 1932—1933 роках село, як і більшість інших населених пунктів України, постраждало від Голодомору. Тоді у Печанівці спостерігалися випадки людоїдства.
Колишній орган місцевого самоврядування — Печанівська сільська рада.

## Відомі люди
- Григорович Олександр Валентинович (1979—2014) — старший солдат Збройних сил України, учасник російсько-української війни.